# Rhinolophus ferrumequinum
Il ferro di cavallo maggiore (Rhinolophus ferrumequinum  Schreber, 1774) è un pipistrello della famiglia dei Rinolofidi diffuso nell'Ecozona paleartica.

## Descrizione

### Dimensioni
Pipistrello di medie dimensioni, con la lunghezza della testa e del corpo tra 56 e 79 mm, la lunghezza dell'avambraccio tra 54,8 e 62,1 mm, la lunghezza della coda tra 30 e 44 mm, la lunghezza del piede tra 9,9 e 14 mm, la lunghezza delle orecchie tra 20 e 28,5 mm e un peso fino a 34 g.

### Aspetto

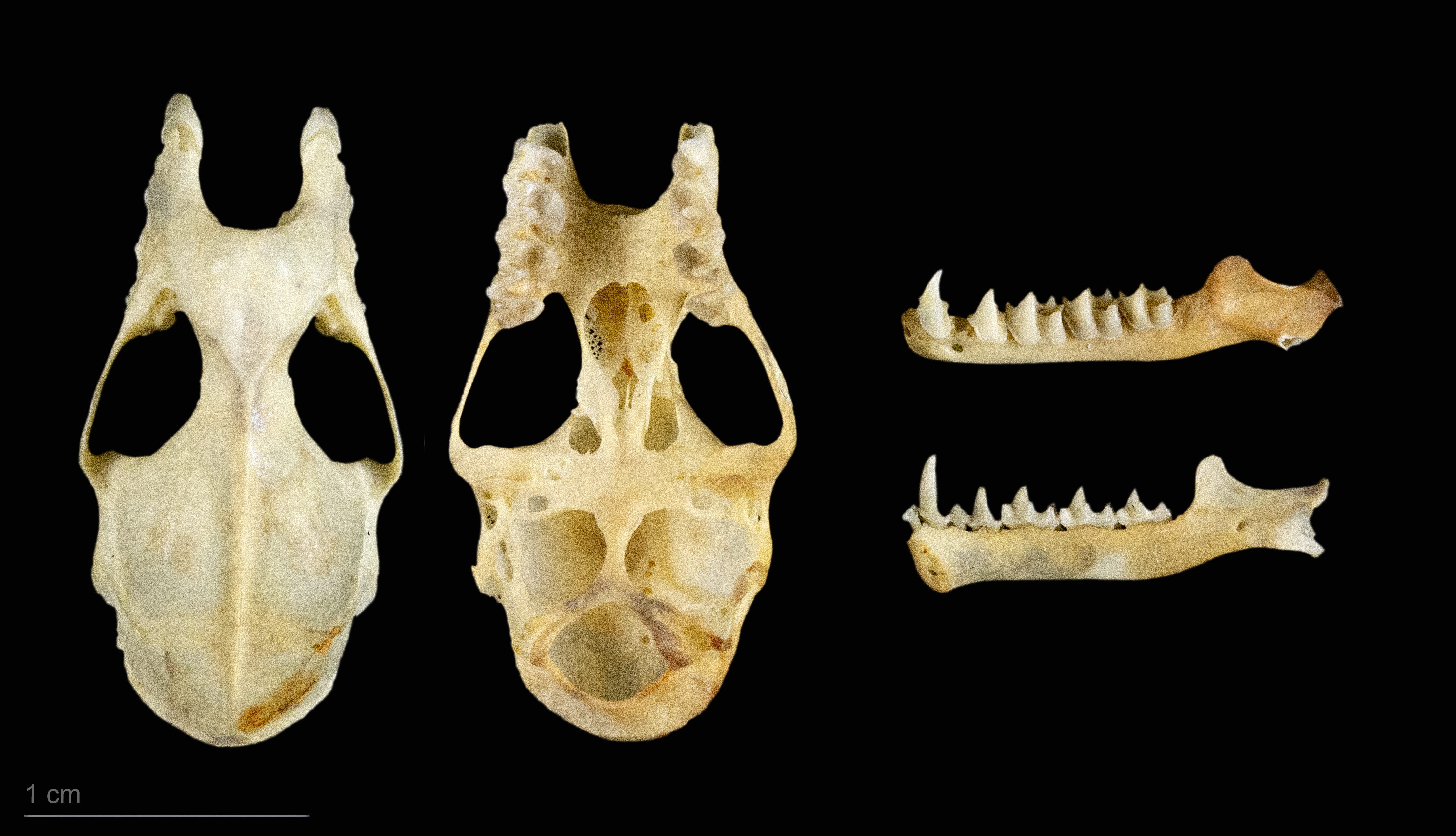
Rhinolophus ferrumequinum - Museo di Tolosa

La pelliccia è lunga, soffice e lanuginosa. Le parti dorsali bruno-grigiastre o marroni, più o meno con dei riflessi rossastri e la base dei peli chiara, mentre le parti ventrali variano dal bianco-grigiastro al bianco-giallastro. Le orecchie sono corte. La foglia nasale presenta una lancetta triangolare, con i bordi leggermente verso la punta smussata, un processo connettivo arrotondato, una sella piccola, con i bordi leggermente concavi, l'estremità arrotondata e curvata in avanti. La porzione anteriore non copre completamente il muso ed ha delle fogliette laterali poco sviluppate ed un incavo centrale profondo alla base. Il labbro inferiore ha uno oppure tre solchi longitudinali. Le membrane alari sono marroni chiare o bruno-grigiastre, la prima falange del quarto dito è relativamente lunga. La coda è lunga ed inclusa completamente nell'ampio uropatagio. Il primo premolare superiore è piccolo e situato fuori la linea alveolare.

### Ecolocazione
Emette ultrasuoni ad alto ciclo di lavoro con impulsi di lunga durata a frequenza costante di 77–83 kHz.

## Biologia

### Comportamento
In estate si rifugia in fessure rocciose, cavità degli alberi e gallerie minerarie relativamente caldi ed umidi, negli attici degli edifici nella parte più settentrionale dell'areale e in templi antichi e rovine nella parte orientale, dove forma vivai fino a 1.000 femmine, con i maschi che tendono ad essere solitari. Da settembre ad aprile entrambi i sessi si aggregano ed entrano in ibernazione all'interno di ambienti sotterranei naturali od artificiali. Tale stato può essere interrotto più volte, particolarmente per procurarsi cibo. L'attività predatoria inizia al tramonto. Il volo è lento, fluttuante, altamente manovrato ed effettuato fino a 6 metri dal suolo. È una specie sedentaria con spostamenti massimi fino a 320 km, principalmente tra siti estivi ed invernali.

### Alimentazione
Si nutre di coleotteri, falene, ragni, cavallette e crisope catturati in volo o raccolti al suolo sopra prati e tra gli alberi fino a 2–3 km dai rifugi. Vengono divorati su specifici posatoi. Talvolta può individuare la preda anche da fermo, scandagliando lo spazio circostante con gli ultrasuoni, muovendo soltanto la testa.

### Riproduzione
Danno alla luce un piccolo alla volta tra giugno e i primi di agosto dopo una gestazione di 72 giorni. Gli accoppiamenti avvengono alla fine dell'estate e si protraggono fino a tutta la primavera successiva. I nascituri aprono gli occhi dopo una settimana e sono in grado di volare dopo circa un mese, diventando indipendenti a due mesi di età. Le femmine raggiungono la maturità sessuale a 3-4 anni di vita, mentre i maschi non prima del secondo anno. L'aspettativa di vita massima registrata è di 30 anni, la più alta tra tutti i chirotteri europei.

## Distribuzione e habitat
Questa specie è diffusa nell'Ecozona paleartica, dall'Europa occidentale e sud-orientale, Africa nord-occidentale, vicino oriente e Caucaso attraverso l'Asia centrale e la parte settentrionale del Subcontinente indiano fino alla Cina orientale, la Penisola coreana e l'Arcipelago giapponese. In Italia è presente su tutto il territorio.
Vive nelle boscaglie temperate decidue, pascoli, foreste montane, boschi e arbusteti mediterranei in prossimità di specchi d'acqua fino a 3.000 metri di altitudine, solitamente non oltre gli 800 metri.

## Tassonomia
Sono state riconosciute 7 sottospecie:
- R.f.ferrumequinum: Portogallo, Spagna, Isole Baleari, Francia, Corsica, Lussemburgo, Gran Bretagna, Irlanda, Svizzera, Italia, Sicilia, Sardegna, Austria, Germania sud-occidentale, Polonia meridionale, Repubblica Ceca orientale, Slovacchia, Ungheria, Slovenia, Bosnia ed Erzegovina, Croazia, Montenegro, Macedonia del Nord, Serbia, Albania, Bulgaria, Romania, Moldavia, Ucraina occidentale e Crimea, Turchia europea, Cipro, Marocco, Algeria e Tunisia settentrionali;
- R.f.creticum (Iliopoulou-Georgudaki & Ondrias, 1985): isola di Creta;
- R.f.irani (Cheesman, 1921): Anatolia, Caucaso, Siria settentrionale ed occidentale, Libano, Israele settentrionale, Palestina, Iraq settentrionale e centrale, Iran, Turkmenistan meridionale;
- R.f.korai (Kuroda, 1938): Corea del Sud orientale ed isola di Jeju;
- R.f.nippon (Temminck, 1835): province cinesi del Jilin, Liaoning, Hebei, Pechino, Shanxi, Henan, Shandong, Jiangsu, Shanghai, Zhejiang, Anhui, Sichuan, Guangxi, Hunan, Hubei, Shaanxi, Gansu, Ningxia, Fujian; isole giapponesi di Hokkaidō, Honshū, Kyūshū, Sado, Miyake, Iki, Fukue, Tsushima, Yakushima;
- R.f.proximus (Andersen, 1905): Uzbekistan orientale, Tagikistan, Kirghizistan, Pakistan settentrionale ed occidentale, stato indiano del Jammu e Kashmir;
- R.f.tragatus (Hodgson, 1835): stati indiani settentrionali dell'Himachal Pradesh, Uttarakhand, West Bengal, Sikkim, Arunachal Pradesh e Nagaland, Nepal, Bhutan, province cinesi del Guizhou e Yunnan.

## Conservazione
La IUCN Red List, considerata l'abbondanza, il vasto areale e la popolazione stabile, classifica R.ferrumequinum come specie a rischio minimo (Least Concern)).